# Суббота Микола Микитович

## Життєпис
Народився у 1913 році у селі Бехтери (Голопристанський район, Херсонська область, Україна). Працював у місцевому радгоспі «Каракуль-експорт».
У РСЧА з 1941 року. Був кулеметником кулеметної роти 1042-го стрілецького  полку (295-а стрілецька дивізія, 28-ма армія, 3-й Український фронт).
Учасник визволення Херсона. 13 березня 1944 року одним з перших переправився через ріку Дніпро, зайняв позицію і вогнем свого кулемета сприяв успішній висадці військ. Успішно діяв у вуличних боях, підтримуючи штурмові групи. Загинув у бою 17 березня 1944 року.
03.06.1944 присвоєно звання Героя Радянського Союзу посмертно.
Похований у місті Херсон.

## Вшанування
На честь Субботи у місті Херсон названо вулицю.